# Serqueux (Alta Marna)
Serqueux è un comune francese di 473 abitanti situato nel dipartimento dell'Alta Marna nella regione del Grand Est.

## Società

### Evoluzione demografica
Abitanti censiti